# Солнцев, Николай Адольфович
Николай Адольфович Солнцев (Солнцев-Эльбе; 21 февраля 1902, Евье Виленской губернии — 6 ноября 1991, Москва) — русский учёный, физико-географ, ландшафтовед и геоморфолог, один из основоположников регионального ландшафтоведения, организатор науки и педагог. Доктор географических наук (1964), профессор МГУ. Ученик А. А. Борзова (1874—1939). Глава «солнцевской» региональной школы.

## Биография
Родился 8 (21) февраля 1902 года в посёлке у станции Евье (между Ковно и Вильно), Виленская губерния, Российская империя. 
Его отец был учителем, но заболев туберкулезом, был вынужден переменить профессию и стал начальником железнодорожной станции. В 1909 году отца перевели в Москву.
Учился во Втором Московском реальном училище, которое окончил в 1915 году.
Начал работать конторщиком отдела топлива Александровской (Белорусской) железной дороги, а в 1919 году — преподавателем физкультуры в школе рабочих подростков в Старопименовском переулке.
В 1920 году поступил в Александровский техникум путей сообщения в Москве (проучился год). Поступил в Институт географии в Петрограде, но в нём не учился.
Работал в молодёжных журналах. В 1922 году организовал Четвёртый пионерский отряд при Александровских железнодорожных мастерских, вместе с М. Стремяковым становится инициатором издания пионерского журнала «Барабан» (1923–1926). В 1927 году — заведующий редакцией журнала «Знание — сила». По его инициативе на свет появился ещё один журнал — «Юный натуралист».
Много путешествовал как журналист: 1928 — горы Абхазии; 1929 — маршруты по Рязанской Мещёре; 1930 — в составе разведывательного воздушного отряда был на зверобойных промыслах в районах Белого моря и Мезенской губы. Брал интервью у известных людей, среди них: Н. Асеев, В. Маяковский, М. Светлов, И. Уткин, А. Жаров, А. Грин, А. Безыменский, А. Бек, А. Н. Формозов.
В 1930–1935 годах учился на географическом отделении биологического факультета Московского университета по специальности «геоморфология». Его профессорами были А. А. Борзов, М. А. Боголепов, М. С. Боднарский, С. Г. Григорьев, Б. Ф. Добрынин, Б. С. Шустов, А. Н. Мазарович, И. С. Щукин. Был в экспедициях в Крыму (1931), Нижнем Заволжье (1932), на западном побережье Новой Земли, островах Вайгач и Колгуев (1934). Дипломная работа — "Физико-географическая характеристика острова Колгуев" (опубликована в 1938).
С 1935 года начал читать курс общего землеведения в Московском областном педагогическом институте.
Был оставлен в аспирантуре МГУ у профессора А. А. Борзова. В 1936 году плавал с экспедицией С. Д. Лаппо на судне «Политотделец» в Белое и Карское моря и на Новую Землю. В 1937 году был старшим гидрографом на кораблях Главного гидрографического управления Главного управления Северного морского пути (ГУСМП) в Карском море (Новая Земля, остров Диксон, Берег Харитона Лаптева). В 1938 году работал на Кольском полуострове.
В 1940 году защитил кандидатскую диссертацию по теме «Снежники как геоморфологический фактор» (опубликована в 1949). В этой работе впервые была рассмотрена рельефообразующая роль снежников.
Одновременно работал доцентом на кафедре географии Всесоюзного института журналистики (1935–1936), на географическом факультете МГУ и в МГПИ (1936–1938). 
Работает научным редактором журнала «Вокруг света».
Работал в экспедиции А. А. Борзова в Каширском районе Московской области и в Комплексной экспедиции НИИГ МГУ в Рязанской области (1939–1940).
В 1941–1942 годах в эвакуации изучал Чу-Илийские горы и Киргизский хребет в составе экспедиции Казахского филиала АН СССР.
С 1942 года работал на географическим факультете МГУ. Им было сформулировано представление о природных территориальных комплексах как объективно существующих системах, выявлена их иерархичность, обосновано место ландшафта как основной единицы географии, исследованы взаимосвязи в ландшафте как между компонентами, так и между морфологическими единицами.
В 1947 году на 2 Всесоюзном географическом съезде выступил с докладом «О морфологии природного географического ландшафта». Разрабатывал методику ландшафтоведения на географической станции Красновидово, научным руководителем которой он являлся с 1945 года, затем в Приокско-Террасном заповеднике (1948), в Зарайском районе Московской области (1951–1955) и Михайловском районе Рязанской области (1958–1959) вместе со своими учениками Ю. Н. Цесельчуком, А. А. Видиной, С. С. Судаковой.
В 1951–1955 годы — заведующий кафедры физической географии СССР, способствовал развитию ландшафтного направления. В 1947 году начал читать новый оригинальный курс «Основы ландшафтоведения» студентам кафедры физической географии СССР МГУ, организовал первую ландшафтную практику в Красновидово (1949). В конце 1950-х — начале 1960-х годов были защищены первые ландшафтные диссертации С. С. Судаковой, А. А. Видиной, Ю. Н. Цеcельчуком, написанные под руководством Н. А. Солнцева.
В 1959 году организовал при кафедре физической географии СССР МГУ Лабораторию ландшафтоведения, которая проводила крупномасштабное ландшафтное картографирование: Мещерская (1963–1964 и 1967–1970), Горьковская (1965–1966), Среднерусская (1970–1973) и Московская (1972–1982) экспедиции. С 1976 года начаты работы по изучению динамики ландшафтов.
В 1964 защитил докторскую диссертацию по совокупности работ, посвященных проблемам ландшафтоведения.
В 1965 году получил звание профессора.
Скончался 6 ноября 1991 года в городе Москва. Похоронен на Миусском кладбище в Москве.

## Вклад в науку
Главная научная заслуга Н. А. Солнцева — создание теории современного ландшафтоведения. Её основа — представление об иерархической структурной организации географической оболочки или единой природы. Она является очень сложной, постоянно развивающейся системой и состоит из множества взаимосвязанных, взаимообусловленных и взаимодействующих частей. Эти части — тоже системы, но менее сложные. К ним относятся, прежде всего, частные оболочки (литосфера, атмосфера, гидросфера, биосфера). Затем — неполные комплексы, слагающие вышеперечисленные сферы (морфоструктуры, климатопы, фитоценозы, зооценозы, биогеоценозы, гидробиоценозы, природные зоны и т. д.). И, наконец, полные комплексы, образующиеся вследствие взаимодействия всех природных компонентов (земной коры, воздуха, воды, растительности и животного мира). На суше к полным комплексам относятся природные территориальные комплексы (ПТК), в водоемах — природные аквальные комплексы (ПАК).
Рассматривал полные комплексы (ПТК, ПАК) как основной предмет изучения географии. Природные территориальные комплексы различаются по сложности своего устройства. Основной таксономической единицей является природный ландшафт, представляющий «такую генетически однородную территорию, на которой наблюдается закономерное и типическое повторение одних и тех же взаимосвязанных сочетаний геологического строения, форм рельефа, поверхностных и подземных вод, микроклиматов, почвенных разностей, фито- и зооценозов».
Особое положение этой единицы в таксономии ПТК связано с тем, что в его облике наиболее четко проявляются как зональные, так и азональные особенности. Ландшафты имеют ярко выраженную индивидуальность, что не исключает возможности их типологии. Площадь, занимаемая ландшафтом, достаточно велика. Он обособляется на участке земной коры со сходным геологическим строением, характеризуется одним типом (набором форм) рельефа, одинаковым местным климатом (набором закономерно повторяющихся микроклиматов). Тепло и влага, поступающая в ландшафт, перераспределяясь по рельефу, создают разные местообитания для фито- и зооценозов и неодинаковые условия почвообразования. Ландшафт одновременно однороден и разнороден, что является следствием единства его генезиса.
Ландшафт состоит из морфологических частей разного ранга: фация, звено, простое и сложное урочище, местность. Элементарной, наиболее просто устроенной единицей является фация, которая характеризуется однородностью всех природных свойств. Каждый ПТК более высокого ранга отличается более сложным устройством и состоит из закономерного сочетания всех единиц более низкого ранга. Роль ПТК разных видов в ландшафтах неодинакова. Одни из них (доминантные) занимают большие площади, но представлены малым числом, другие (субдоминантные) встречаются часто, но больших площадей не занимают. Все они, закономерно повторяясь в пространстве, образуют морфологическую структуру ландшафта. «Каждому ландшафту присуши вполне определённые сочетания его морфологических частей. Вместе взятые, они и придают ему специфическую структуру. Исходя из этого, я считаю, что при определении ландшафта надо исходить не из сочетания компонентов, как поступали раньше все географы (в том числе и я), а из сочетания входящих в его состав морфологических единиц, образующих его морфологическую структуру».
Предметом изучения ландшафтоведения считал ландшафт и его морфологические части. Природные территориальные комплексы более высокого ранга, чем ландшафт, он относит к компетенции физико-географического районирования. В основу выделения единиц этого типа Н. А. Солнцев также кладёт генетический принцип. При этом учитывается способ и время образования того или иного комплекса, исторический ход его развития, современные природные процессы и их предполагаемый результат. Практическим итогом такого подхода стали схемы физико-географического районирования европейской части СССР (1960) и Московской области (1961).
В ландшафтоведении Н. А. Солнцев выделял следующие разделы: историю, морфологию, динамику, систематику, методику исследования, прикладное ландшафтоведение. Часто имя Николая Адольфовича связывают только с разработкой морфологии ландшафта. А между тем он внёс весомый вклад в развитие каждого из этих разделов.
Установил, что развитие ландшафтов идёт под воздействием многочисленных взаимосвязанных и взаимодействующих процессов. Они различны по скорости и интенсивности и часто имеют циклический и ритмический характер (суточный, годовой). Отсюда — ритмичность процессов развития ландшафтов, всякое нарушение нормального ритма вызывает в ландшафте изменения, порой необратимые. Очень важно установить для каждого ПТК характер амплитуды его ритма — нормальный, опасный, катастрофический.

## Членство в организациях
- 1970 — Почётный член Географического общества СССР.

## Семья
Отец — Эльбе-Элвис, Адольф (1870—1941), похоронен на Миусском кладбище в Москве.
Жена — Васильева, Ирина Владимировна (9 мая 1910 — 21 февраля 2005) — географ, доцент географического факультета МГПИ, похоронена на Миусском кладбище в Москве. Дочь В. А. Васильева — гидроинженера.
- Дочь — Оксана (3 августа 1940 — 27 апреля 2003) — геоботаник, похоронена на Миусском кладбище в Москве.
- Сын — Владимир (род. 3 августа 1940) — географ, бывший доцент географического факультета МГУ, поэт[2].
- Сын — Всеволод  (род. 12 апреля 1972) — бывший помощник депутата Госдумы Дарьи Митиной.

## Память
В честь Н. А. Солнцева были названы:
- Бухта Солнцева (бывшая Бухта Бурная) — на восточном побережье Новой Земли[3].
- Скальная пирамида Солнцева в Никитской расселине над посёлком Никита, восточнее Ялты. Здесь, в грандиозной расселине «живого» известнякового отторженца, среди каменного хаоса возвышается венчающая верхний вход в расселину каменная пирамида (высота 15 м), сложенная серо-розоватыми мраморизованными известняками верхней юры. Скалу назвали члены Крымского отдела Украинского географического общества в 1958 году в честь Николая Адольфовича Солнцева. Никитская расселина с 1973 года находится в черте Ялтинского природного горно-лесного заповедника[4].